# Gwangju
Gwangju is een stad in Zuid-Korea. De stad telt ongeveer 1,4 miljoen inwoners en is daarmee de 6e stad van het land.

## Stadsdelen
- Buk-gu(북구)
- Dong-gu(동구)
- Seo-gu(서구)
- Nam-gu(남구)
- Gwang San-gu(광산구)

## Verkeer en vervoer
De metro van Gwangju bestaat uit een lijn met twintig stations. De stad heeft twee treinstations die gelegen zijn aan de Honam-lijn, die verloopt van Daejon naar de zuidelijke havenstad Mokpo. Parallel aan deze lijn wordt sinds 2009 de Honam-hogesnelheidslijn gebouwd.
Gwangju Airport ligt bij de stad zelf, Muan International Airport op ongeveer 50 kilometer afstand richting het zuidwesten.

## Stedenbanden
- Guangzhou (China)
- San Antonio (Verenigde Staten)[1]
- Sendai (Japan)[2]
- Tainan (Taiwan)

## Bloedbad
In 1980 werd in Gwangju op gewelddadige wijze een studentenopstand neergeslagen.

## Sport
Gwangju was met het Gwangju World Cupstadion speelstad bij het WK voetbal 2002.

## Geboren
- Han Kang (1970), schrijver
- Yi So-yeon (1978), astronaute
- Moon Geun-young (1987), actrice
- Lee Seung-gi (1988), voetballer
- Ki Sung-yong (1989), voetballer
- Choi Soo-young (1990), zangeres van Girls' Generation
- Yun Il-lok (1992), voetballer
- Jung Ho-Seok (1994), rapper in BTS

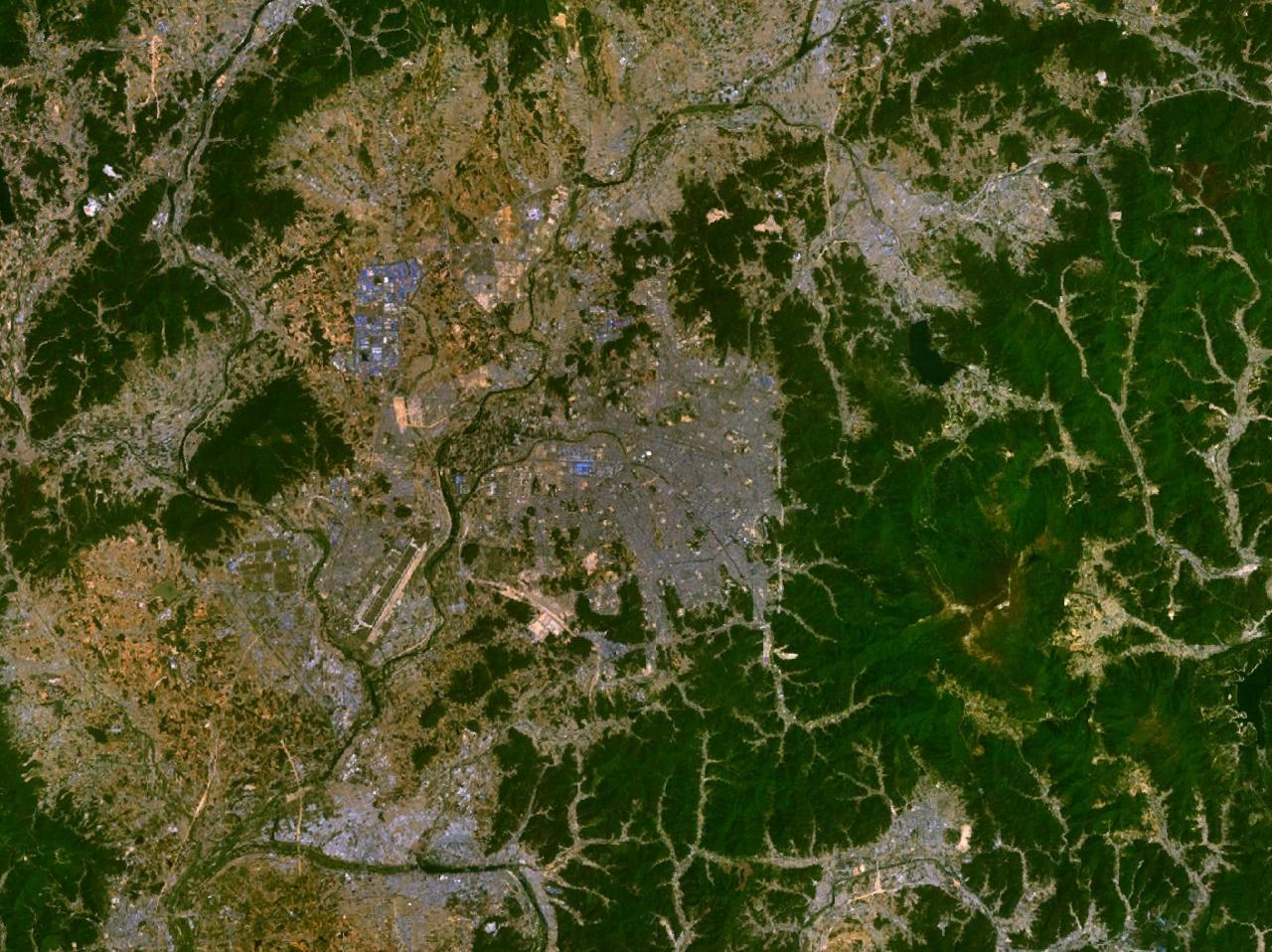
Satellietbeeld van de stad

Bijzondere stad: Seoel     
Grote steden: Busan · Daegu · Incheon · Gwangju · Daejeon · Ulsan

Provincies:
Gyeonggi · Gangwon · Chungcheongbuk · Chungcheongnam · Jeollabuk · Jeollanam · Gyeongsangbuk · Gyeongsangnam · Jeju